# Праја Фергусон
Праја Никол Фергусон (енгл. Priah Nicole Ferguson; Атланта, 1. октобар 2006) америчка је глумица. Позната је по улози Ерике Синклер у серији Чудније ствари.

## Детињство и младост
Рођена је 1. октобра 2006. године у Атланти, у Џорџији. Ћерка је Џона, креативног директора, и Аџуе, графичке дизајнерке. Има млађу сестру, Џејду.

## Филмографија

### Филм
| Година | Српски назив | Изворни назив | Улога         | Напомене |
| ------ | ------------ | ------------- | ------------- | -------- |
| 2018.  | Заклетва     |               | Харди Фонтејн |          |

### Телевизија
| Година     | Српски назив   | Изворни назив | Улога         | Напомене                                                   |
| ---------- | -------------- | ------------- | ------------- | ---------------------------------------------------------- |
| 2017—данас | Чудније ствари |               | Ерика Синклер | споредна улога (2. сезона); главна улога (3. сезона—данас) |